# Син А Рам
Син А Рам (кор. 신아람, род. 23 сентября 1986) — южнокорейская фехтовальщица на шпагах, чемпионка Азии, призёр чемпионатов мира, Олимпийских и Азиатских игр.
Родилась в 1986 году в уезде Кымсан провинции Чхунчхон-Намдо. В 2006 году стала обладательницей серебряной и бронзовой медалей Азиатских игр. В 2010 году завоевала бронзовые медали чемпионата мира и Азиатских игр. В 2012 году стала чемпионкой Азии, а на Олимпийских играх в Лондоне завоевала серебряную медаль. В 2014 году стала обладательницей двух серебряных медалей Азиатских игр. В 2018 году корейская спортсменка на чемпионате мира стала обладательницей серебряной медали в командном первенстве.